# Bodziaczów (obwód lwowski)
Bodziaczów (ukr. Бодячів) – wieś na Ukrainie w rejonie czerwonogrodzkim obwodu lwowskiego.